# Liên đoàn bóng đá Kenya
Liên đoàn bóng đá Kenya (tiếng Swahili: Shirikisho la Soka Kenya; tiếng Anh: Football Kenya Federation) là tổ chức quản lý, điều hành các hoạt động bóng đá ở Kenya. Liên đoàn quản lý đội tuyển bóng đá quốc gia Kenya, tổ chức các giải bóng đá như vô địch quốc gia và cúp quốc gia. Liên đoàn bóng đá Kenya gia nhập FIFA năm 1960 và CAF năm 1968.